# Maria João Ganga
Maria João Ganga (Huambo, 1964) é uma realizadora de cinema angolana.
Formou-se na École supérieure d'études cinématographiques de Paris. Trabalhou como assistente de realização em vários documentários, dentre os quais encontra-se Rostov-Luanda de Abderrahmane Sissako. Também escreveu e realizou obras de teatro.
A sua principal obra cinematográfica é Na Cidade Vazia (2004), cujo argumento também escreveu. Trata-se de um drama sobre um grupo de crianças em Luanda do pós-guerra. Este filme foi a primeira longa-metragem angolana realizada por uma mulher.
Com Na cidade vazia obteve prémios em vários festivais de cinema como o Festival de Cinema de Paris, Festival de Cinema Africano, da Ásia e América Latina de Milão, Festival de Cinema de Mulheres de Créteil e o Festival Vues d'Afrique, em Montreal, 2004.